# Adolphe-Marie Gubler
Pour les articles homonymes, voir Gubler.
Adolphe-Marie Gubler (5 avril 1821 - 20 avril 1879) est un médecin et un pharmacologue français.

## Biographie
Adolphe-Marie Gubler naît à Metz, en Moselle, le 5 avril 1821. Il commence ses études de médecine en 1841 à Paris, où il est l'élève d'Armand Trousseau (1801-1867). 
En 1845, il devient interne des Hôpitaux, et obtient son doctorat en médecine en 1849. Gubler travaille ensuite comme médecin à l'Hôpital Beaujon, et en 1853, soutient une thèse sur la cirrhose. 
Le 18 juillet 1856, il épousa Jeanne Hélène David d'Angers, née le 1er juillet 1836 et décédée en 1926, fille du sculpteur Pierre-Jean David d'Angers.
En 1868, il est nommé professeur de thérapie à la faculté de médecine de Paris. Il conserva ce poste jusqu'à sa mort, en 1879.

## Travaux
Gubler a fait de nombreuses contributions dans les domaines de la médecine et de la pharmacologie. Il est considéré comme le premier médecin à avoir fait la différence entre un ictère hémotogène et un ictère hépatogène. Son nom est associé au Syndrome de Millard-Gubler, une pathologie caractérisée par un ramollissement du tissu cérébral causé par le blocage de vaisseaux sanguins. Le nom de Gubler est associé avec celui d’Auguste Louis Jules Millard (1830-1915), qui avait initialement décrit le trouble en 1855.
Il est l'auteur de nombreux ouvrages sur la botanique, la médecine clinique, la physiologie et la pharmacologie. Parmi ses publications les plus connues, il faut citer un ouvrage de 1856 intitulé  « De l'hémiplégie alterne envisagée comme signe de lésion de la protubérance annulaire et comme preuve de la décussation des nerfs faciaux » et ses « Commentaires thérapeutiques du codex medicamentarius » publiés en 1868, et couronnés par le Prix Chaussier de l'Académie des sciences.
Gubler est un membre fondateur de la Société de Biologie, et en 1865, il est devenu membre de l'Académie nationale de médecine. Alors qu'il était encore interne, il a été grièvement blessé par un de ses patients, et fut contraint de passer une année de convalescence à Milan.

## Sources
- (en) Cet article est partiellement ou en totalité issu de l’article de Wikipédia en anglais intitulé « Adolphe-Marie Gubler » (voir la liste des auteurs).